# Abbaye Saint-Pierre de Lagny
Pour les articles homonymes, voir Lagny (homonymie).
L'abbaye Saint-Pierre de Lagny était une abbaye située dans la commune de Lagny-sur-Marne dans le département de Seine-et-Marne, dissoute par la Révolution.

## Histoire
Le monastère primitif, fondé vers 644 par Fursy de Péronne, sur la demande et sur une terre d'Erchinoald. La nouvelle abbaye reçoit rapidement des dons de Clovis II et Bathilde qui lui donne une importance locale.
Elle est ruinée par les Normands au IXe siècle. Herbert II de Troyes et Étienne Ier de Troyes, comtes de Meaux reconstruisent l'abbaye entre 990 et 1018. Lors de sa consécration en 1019, le roi Robert le Pieux fait don d'un clou de la Vraie Croix ; celle-ci est perdue en 1567 lors du pillage de l'abbaye pendant les Guerres de religion.
Le monastère passe sous la protection des comtes de Champagne dès 1022 et le fils de Thibaut IV de Blois Hugues en devient abbé en 1163. Vendue comme bien national en 1796, le monastère devient un hôpital militaire puis, à partir de 1842 la Mairie.
L'abbatiale Notre-Dame-des-Ardents et Saint-Pierre est classée monument historique depuis 1886, le reste de l'abbaye est inscrit en 1969.
Une partie de ses locaux devient l'hôtel de ville de Lagny-sur-Marne.

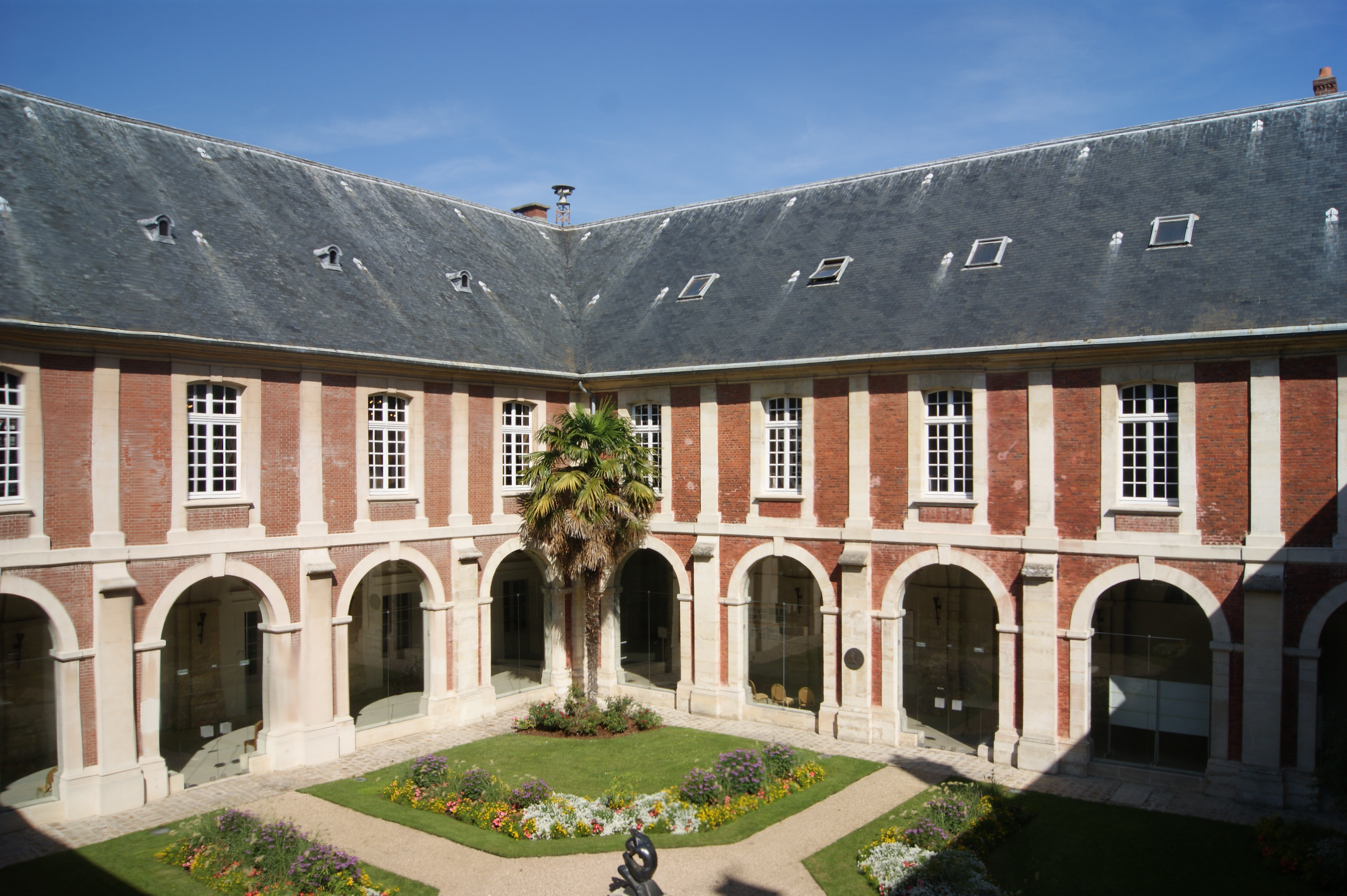
Le cloître actuellement mairie, bâtiment inscrit[2].
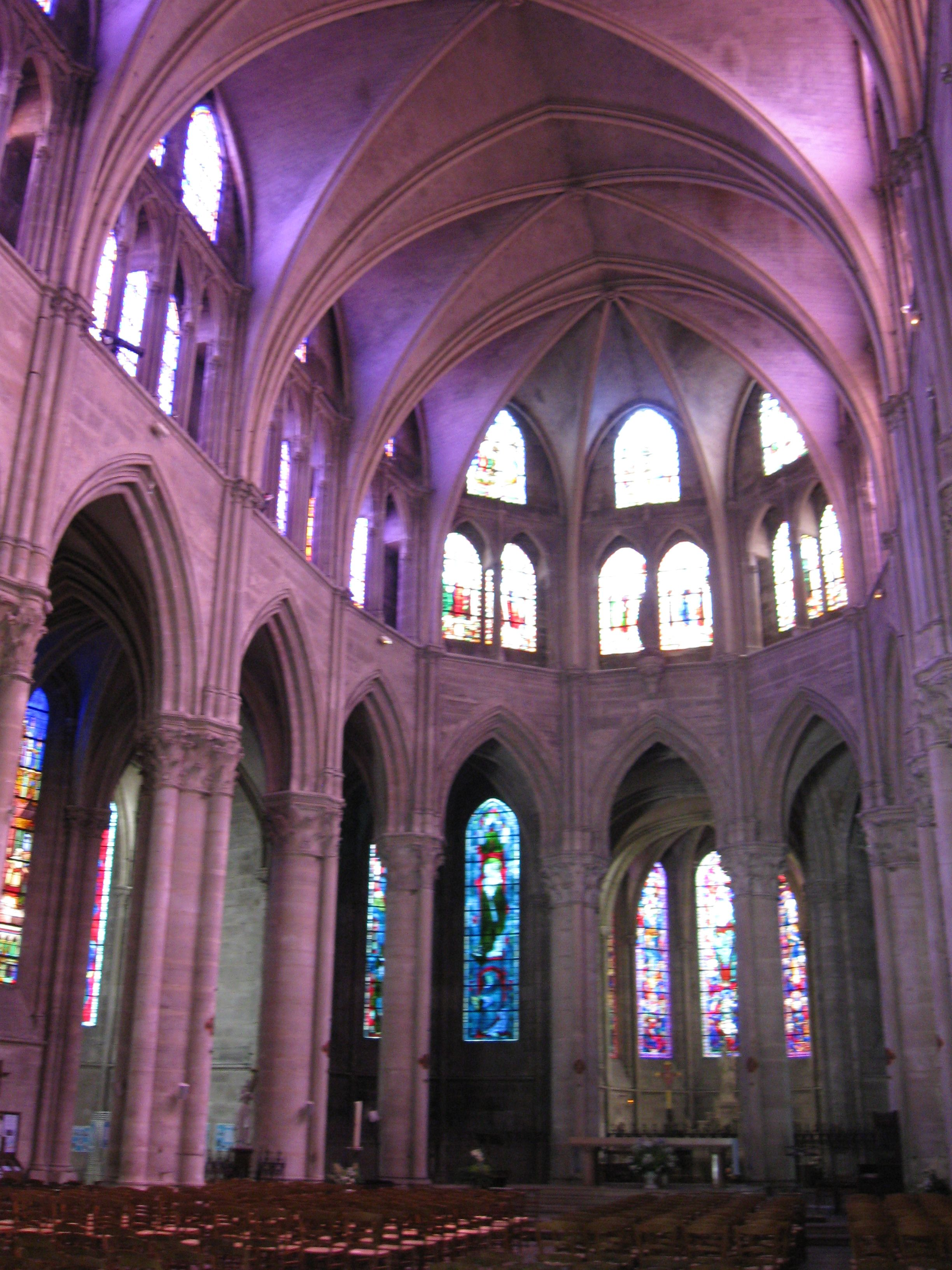
Le chœur.
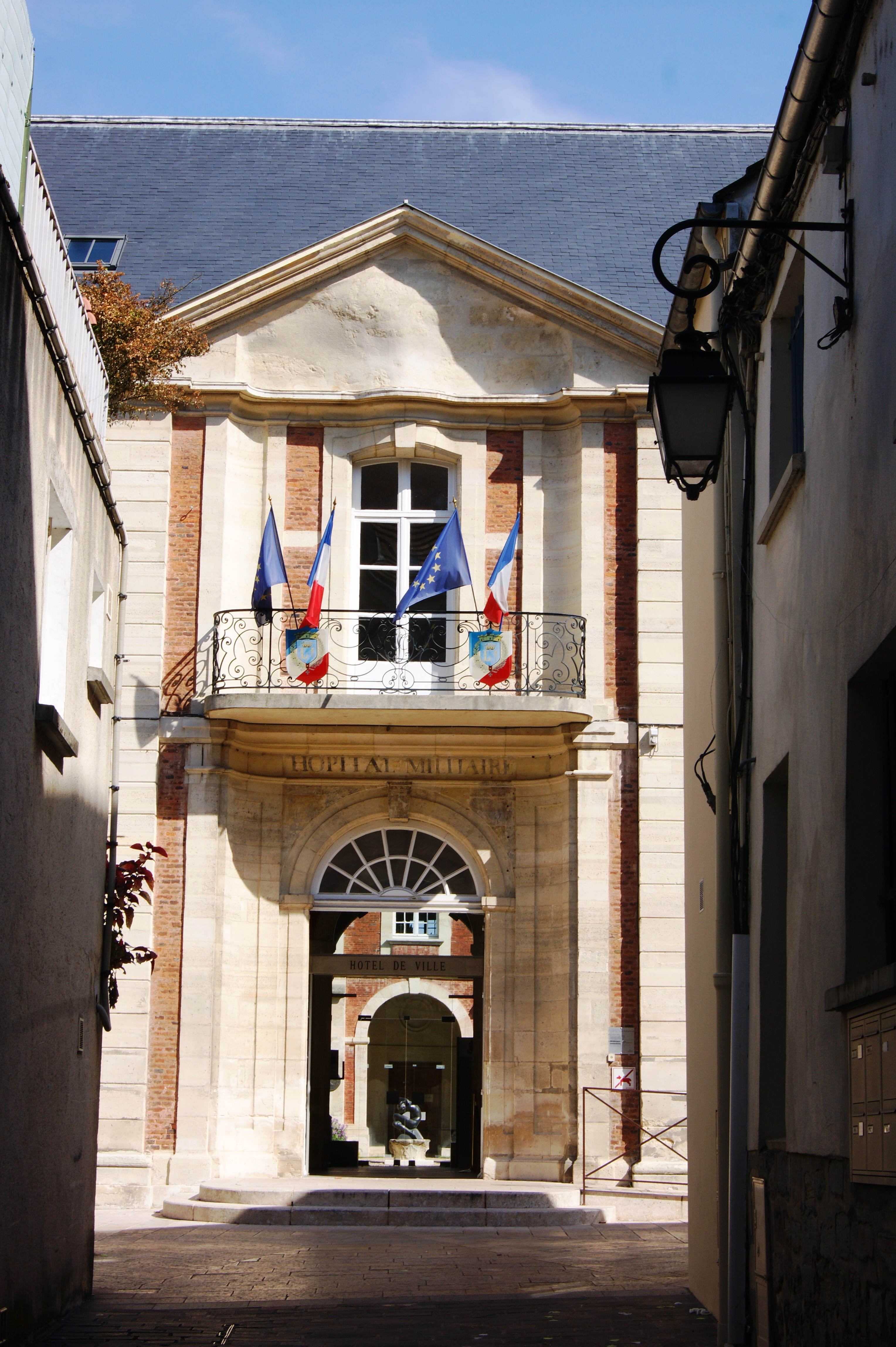
Entrée de la mairie.

### Les abbés
- Arnoul de Champagne abbé de Saint-Pierre de Lagny de 1066 à 1106, frère de Thibaut de Provins et parent des comtes de Champagne Eudes II de Blois, Thibaut III de Blois et Thibaut IV de Blois, notamment, et de l'ancêtre commun saint-Thibaut de Vienne (927-1001).

Arnoul de Champagne ramène en 1075 à Saint-Pierre de Lagny des reliques importantes de son jeune frère saint Thibaut, récemment canonisé (1073), qu'il va chercher en Italie à ND de La Vangadice (Polesine), à dos de cheval (cf. Jean Mabillon, translation des reliques de saint-Thibault d'Italie en France, Act.Sanct.OSB, VI, 1er juillet, Vita S. Theobaldi eremitae). Il s'ensuit la création de Saint-Thibault-des-Vignes (1081), ville attenante à Lagny, et de son église, ainsi que la naissance-propagation en France du culte à saint Thibaut de Provins, jeune routard du Christ.
- Hugues (1163-1171), fils naturel de Thibaut IV de Blois, d'abord moine à Tiron Abbaye de la Sainte-Trinité (Perche) puis abbé en Angleterre de St Benet's Abbey Holme (1146-1150) et Chertsey Abbey (1149-1163) et de Saint-Pierre de Lagny, en France (1163-1171) où Thibaut IV de Blois-Champagne, son père, reposait depuis 1152, comme d'ailleurs vraisemblablement d'autres membres de la famille Bléso-Champenoise.